# Pohár mistrů evropských zemí 1987/1988
Sezóna 1987/88 byla 33. ročníkem Poháru mistrů evropských zemí. Jejím vítězem se stal nizozemský klub PSV Eindhoven.
I v tomto ročníku pokračoval ban anglických týmů.

## První kolo
| Domácí v 1. zápase  | Celkem | Hosté v 1. zápase  | 1. zápas | 2. zápas |
| ------------------- | ------ | ------------------ | -------- | -------- |
| Neuchâtel Xamax     | 6–2    | Kuusysi            | 5–0      | 1–2      |
| FC Bayern Mnichov   | 5–0    | PFK CSKA Sofia     | 4–0      | 1–0      |
| Real Madrid         | 3–1    | SSC Neapol         | 2–0      | 1–1      |
| FC Porto            | 6–0    | Vardar             | 3–0      | 3–0      |
| Lillestrøm          | 5–3    | Linfield FC        | 1–1      | 4–2      |
| Bordeaux            | 4–0    | Dynamo Berlin      | 2–0      | 2–0      |
| Rapid Vídeň         | 7–0    | Ħamrun Spartans FC | 6–0      | 1–0      |
| PSV                 | 3–2    | Galatasaray        | 3–0      | 0–2      |
| FC Steaua București | 4–2    | MTK                | 4–0      | 0–2      |
| Shamrock Rovers     | 0–1    | Omonia             | 0–1      | 0–0      |
| FK Dynamo Kyjev     | 1–2    | Rangers FC         | 1–0      | 0–2      |
| Olympiakos Pireus   | 2–3    | Górnik Zabrze      | 1–1      | 1–2      |
| Aarhus GF           | 4–2    | Jeunesse Esch      | 4–1      | 0–1      |
| Benfica SL          | 4–0    | Partizani Tirana   | 4–0      | (kont.)1 |
| Fram                | 0–10   | Sparta Praha       | 0–2      | 0–8      |
| Malmö FF            | 1–2    | RSC Anderlecht     | 0–1      | 1–1      |

1 Tým Partizani Tirana byl vyloučen ze soutěže, protože v úvodním zápase dostali 4 jeho hráči červenou kartu.

## Druhé kolo
| Domácí v 1. zápase  | Celkem | Hosté v 1. zápase | 1. zápas | 2. zápas |
| ------------------- | ------ | ----------------- | -------- | -------- |
| Neuchâtel Xamax     | 2–3    | FC Bayern Mnichov | 2–1      | 0–2      |
| Real Madrid         | 4–2    | FC Porto          | 2–1      | 2–1      |
| Lillestrøm          | 0–1    | Bordeaux          | 0–0      | 0–1      |
| Rapid Vídeň         | 1–4    | PSV               | 1–2      | 0–2      |
| FC Steaua București | 5–1    | Omonia            | 3–1      | 2–0      |
| Rangers FC          | 4–2    | Górnik Zabrze     | 3–1      | 1–1      |
| Aarhus GF           | 0–1    | Benfica SL        | 0–0      | 0–1      |
| Sparta Praha        | 1–3    | RSC Anderlecht    | 1–2      | 0–1      |

## Čtvrtfinále
| Domácí v 1. zápase  | Celkem | Hosté v 1. zápase | 1. zápas | 2. zápas |
| ------------------- | ------ | ----------------- | -------- | -------- |
| FC Bayern Mnichov   | 3–4    | Real Madrid       | 3–2      | 0–2      |
| Bordeaux            | 1–11   | PSV               | 1–1      | 0–0      |
| FC Steaua București | 3–2    | Rangers FC        | 2–0      | 1–2      |
| Benfica SL          | 2–1    | RSC Anderlecht    | 2–0      | 0–1      |

1 PSV postoupilo do semifinále díky více vstřelným brankám na hřišti soupeře.

## Semifinále
| Domácí v 1. zápase  | Celkem | Hosté v 1. zápase | 1. zápas | 2. zápas |
| ------------------- | ------ | ----------------- | -------- | -------- |
| Real Madrid         | 1–11   | PSV               | 1–1      | 0–0      |
| FC Steaua București | 0–2    | Benfica SL        | 0–0      | 0–2      |

1 PSV postoupilo do finále díky více vstřeleným brankám na hřišti soupeře.

## Finále
| 25. května 1988 |                |            |                                                                          |
| PSV Eindhoven   | 0 – 0 (prodl.) | Benfica SL | Neckarstadion, Stuttgart diváci: 70 000 rozhodčí: Luigi Agnolin (Itálie) |
|                 | Report         |            | Neckarstadion, Stuttgart diváci: 70 000 rozhodčí: Luigi Agnolin (Itálie) |

|                                                                                 |       | Penaltový rozstřel                                                          |  |
| Ronald Koeman Wim Kieft Ivan Nielsen Gerald Vanenburg Søren Lerby Anton Janssen | 6 – 5 | Elzo Coelho Dito Redouane Hajry António Pacheco Carlos Mozer António Veloso |  |

## Vítěz
| Pohár mistrů evropských zemí 1987/88 PSV Eindhoven (1. titul) Hans van Breukelen, Eric Gerets , Ivan Nielsen, Ronald Koeman, Jan Heintze, Søren Lerby, Berry van Aerle, Gerald Vanenburg, Edward Linskens, Wim Kieft, Hans Gillhaus, Adick Koot, Eric Viscaal, Anton Janssen, Willy van de Kerkhof, Patrick Lodewijks Manager: Guus Hiddink |